# George FitzRoy (comte d'Euston)
Pour les articles homonymes, voir George FitzRoy.
George FitzRoy, comte de Euston (24 août 1715-7 juillet 1747) est un aristocrate anglais, membre du Parlement, et connu pour le traitement brutal de sa femme et de locataires.

## Famille et éducation
George FitzRoy est né le 24 août 1715, fils de Charles FitzRoy (2e duc de Grafton) et Henrietta Somerset, fille de Charles Somerset, marquis de Worcester. Son père est Lord Chambellan de George Ier et George II. Son frère est Lord Augustus FitzRoy.
FitzRoy est entré à Eton en 1728.

## Mariage
FitzRoy épouse Lady Dorothy Boyle, la fille de Richard Boyle (3e comte de Burlington) et Dorothy Savile Boyle,:91 en octobre 1741. Dans la biographie écrite dans l' Histoire du Parlement, Lady Boyle est décrite comme "une fille de la plus douce humeur, de grande beauté." Elle est décédée le 2 mai 1742, sa mère dit que Dorothy a été soulagé de la "misère extrême" que son mari lui a imposé. Il est décrit comme de "la plus grande brutalité".

## Le parlement
Il est élu au Parlement pour Coventry. Il vote en 1740 avec le parti de l'Administration, mais son activité est inégale. Il est présenté pour l'élection en 1747 pour Coventry, mais il est mort avant l'élection.

## La brutalité
Le père de George, Charles FitzRoy, est particulièrement insatisfait de son comportement brutal. Par exemple, l'un des locataires de George, un père de six enfants, s'est tué après qu'il avait été pressé de payer plus que son loyer. George a trompé son père à plusieurs reprises, auquel il déclare qu'il est désolé pour son comportement et s'engage à changer. Son père le désavoue en août 1743.